# سيلينة مكملية
السيلينة المكملية  (باللاتينية: Silene makmeliana) نوع نباتي يتبع جنس السيلينة من الفصيلة القرنفلية. أخذت اسمها من جبل المكمل.

## الموئل والانتشار
موطنها الجبال العالية في بلاد الشام.